# Várpalotai kistérség

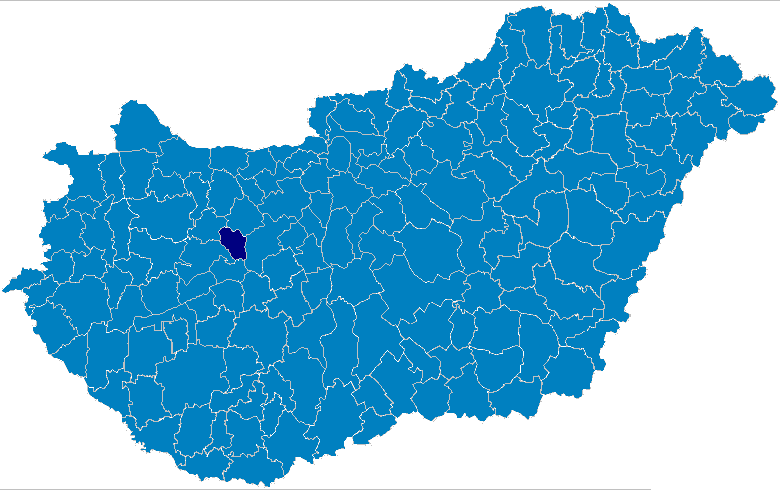
A Várpalotai kistérség

A Várpalotai kistérség egy kistérség volt Veszprém megyében, központja Várpalota volt. 2014-ben az összes többi kistérséggel együtt megszűnt.

## Települései
Adatok a KSH 2010. évi helységnévkönyve szerint, 2010. január 1.
| Település | Népesség | Terület (km²) |
| --------- | -------- | ------------- |
| Berhida   | 5995     | 42,73         |
| Jásd      | 780      | 10,28         |
| Ősi       | 2073     | 35,86         |
| Öskü      | 2333     | 48,30         |
| Pétfürdő  | 4815     | 17,32         |
| Tés       | 831      | 49,03         |
| Várpalota | 20 690   | 77,26         |

## Története
Jásd 2007. szeptember 25-éig a Zirci kistérséghez tartozott.

## Külső hivatkozások
- Veszprém megye